# 亞塞拜然社會民主黨
亞塞拜然社會民主黨（亞塞拜然語：Azərbaycan Sosial Demokrat Partiyası）是亞塞拜然一個主張世俗主義及社會民主主義的政黨。該黨創立於1989年，由亞塞拜然前總統阿亞茲·穆塔利博夫擔任黨魁。在2000年11月5日和2001年1月7日舉行的選舉中，該黨獲得不到1%的選票，因此無法在亞塞拜然國民議會中獲得任何席位。亞塞拜然社會民主黨於2023年4月4日解散。该党是独联体国家社会主义者论坛的成员。